# 90926 Stahalik
A 90926 Stahalik (ideiglenes jelöléssel 1997 SH1) a Naprendszer kisbolygóövében található aszteroida. M. Tichy fedezte fel 1997. szeptember 22-én.